# Bronsslangen
Bronsslangen (Dendrelaphis) zijn een geslacht van slangen uit de familie toornslangachtigen (Colubridae) en de onderfamilie Ahaetuliinae.

## Naam en indeling
De wetenschappelijke naam van de groep werd voor het eerst voorgesteld door George Albert Boulenger in 1890. Er zijn 45 soorten, waaronder de pas in 2016 door Wickramasinghe beschreven soort Dendrelaphis sinharajensis.

## Verspreiding en habitat
Alle soorten komen voor in delen van Azië en leven in de landen Bangladesh, Bhutan, Brunei, Cambodja, China, Filipijnen, India, Indonesië, Laos, Maleisië, Myanmar, Nepal, Nieuw-Guinea, Oost-Timor, Palau, Papoea-Nieuw-Guinea, Singapore, Sri Lanka, Thailand en Vietnam. De soorten Dendrelaphis calligaster en Dendrelaphis punctulatus komen daarnaast ook voor in Australië.
De habitat bestaat uit vochtige en drogere tropische en subtropische bossen, zowel in laaglanden als bergstreken. Ook in door de mens aangepaste streken zoals plantages en landelijke tuinen kan de slang worden aangetroffen.

## Beschermingsstatus
Door de internationale natuurbeschermingsorganisatie IUCN is aan 22 soorten een beschermingsstatus toegewezen. Achttien soorten worden beschouwd als 'veilig' (Least Concern of LC) en vier soorten als 'onzeker' (Data Deficient of DD).

## Soorten

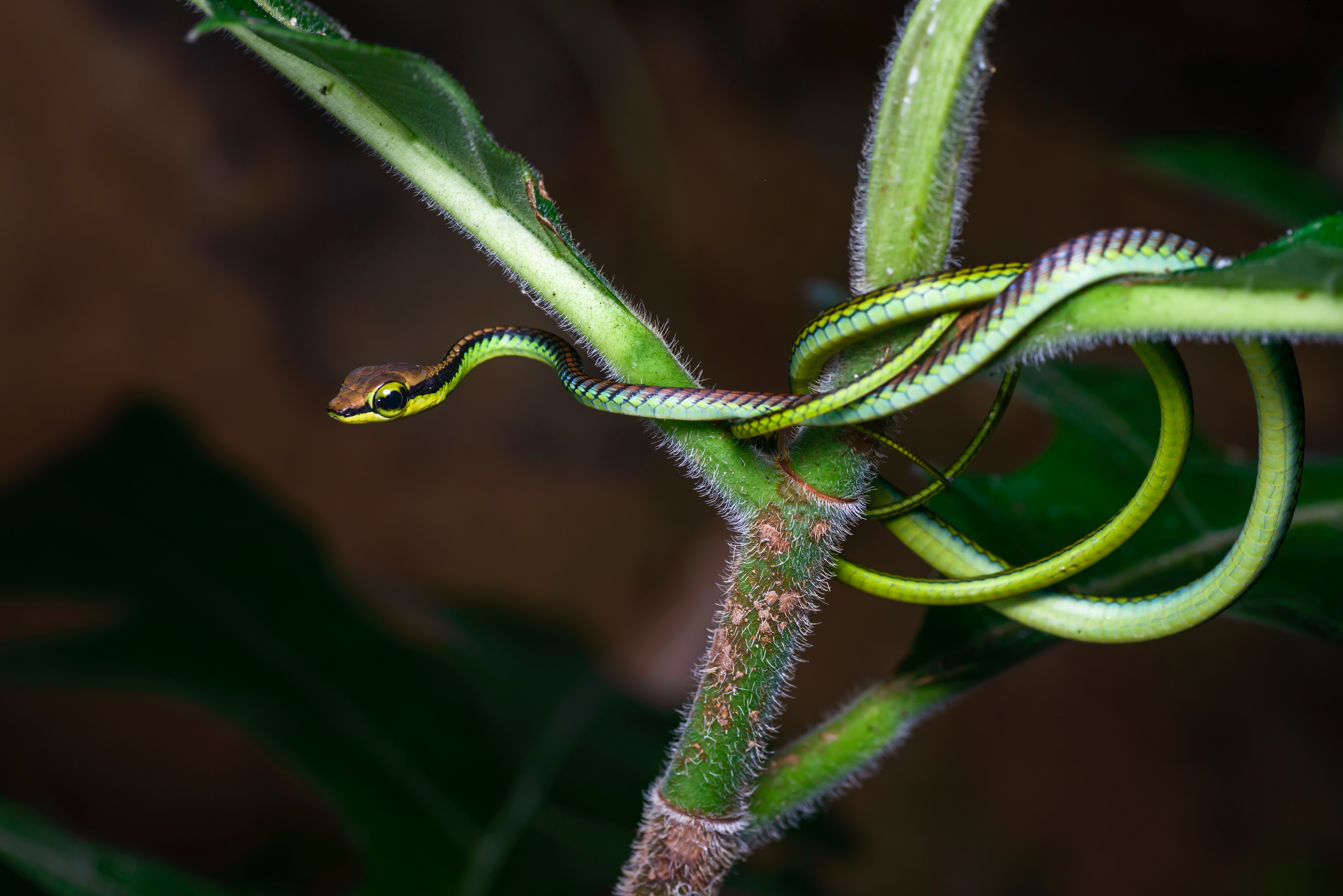
Dendrelaphis formosus

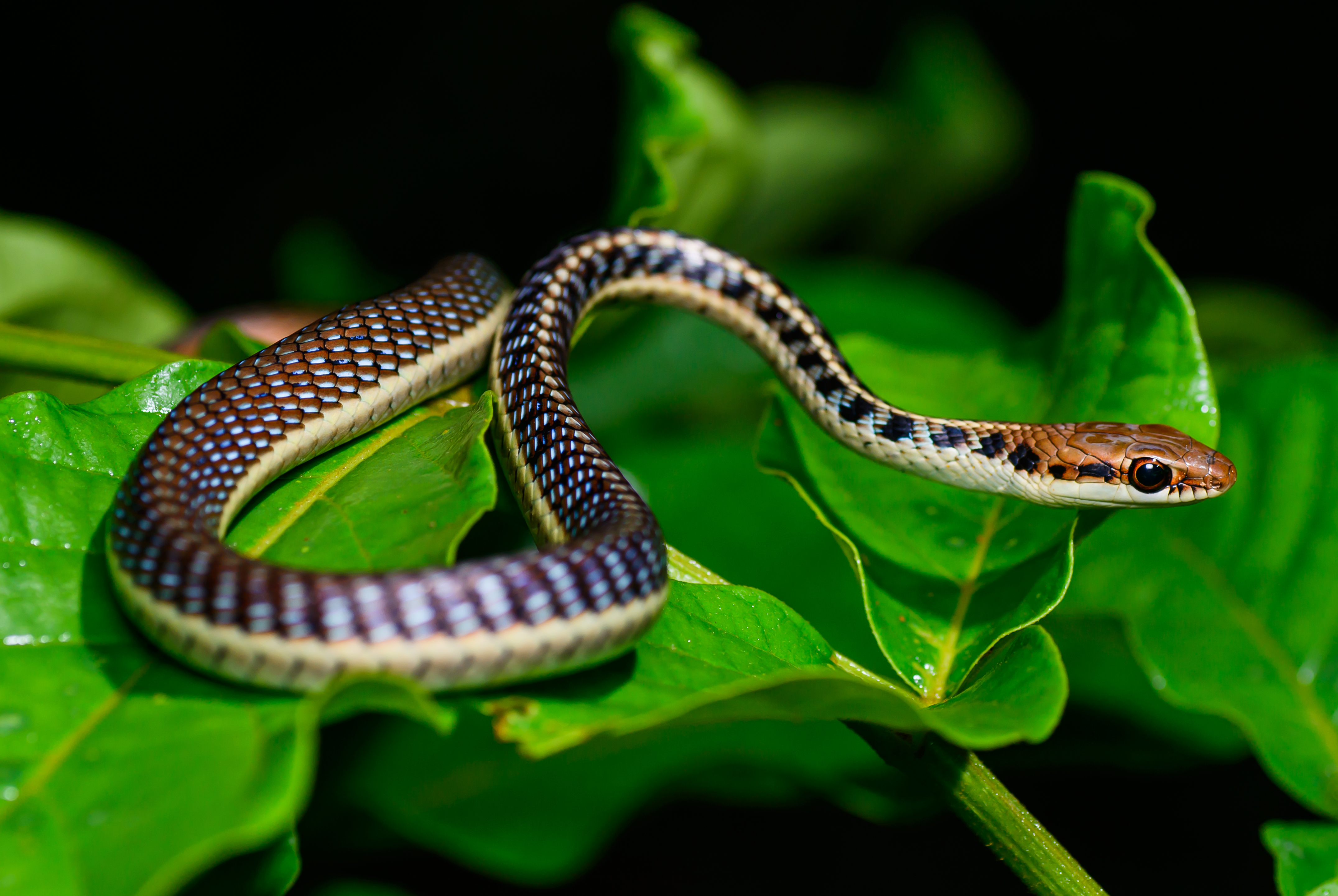
Dendrelaphis subocularis

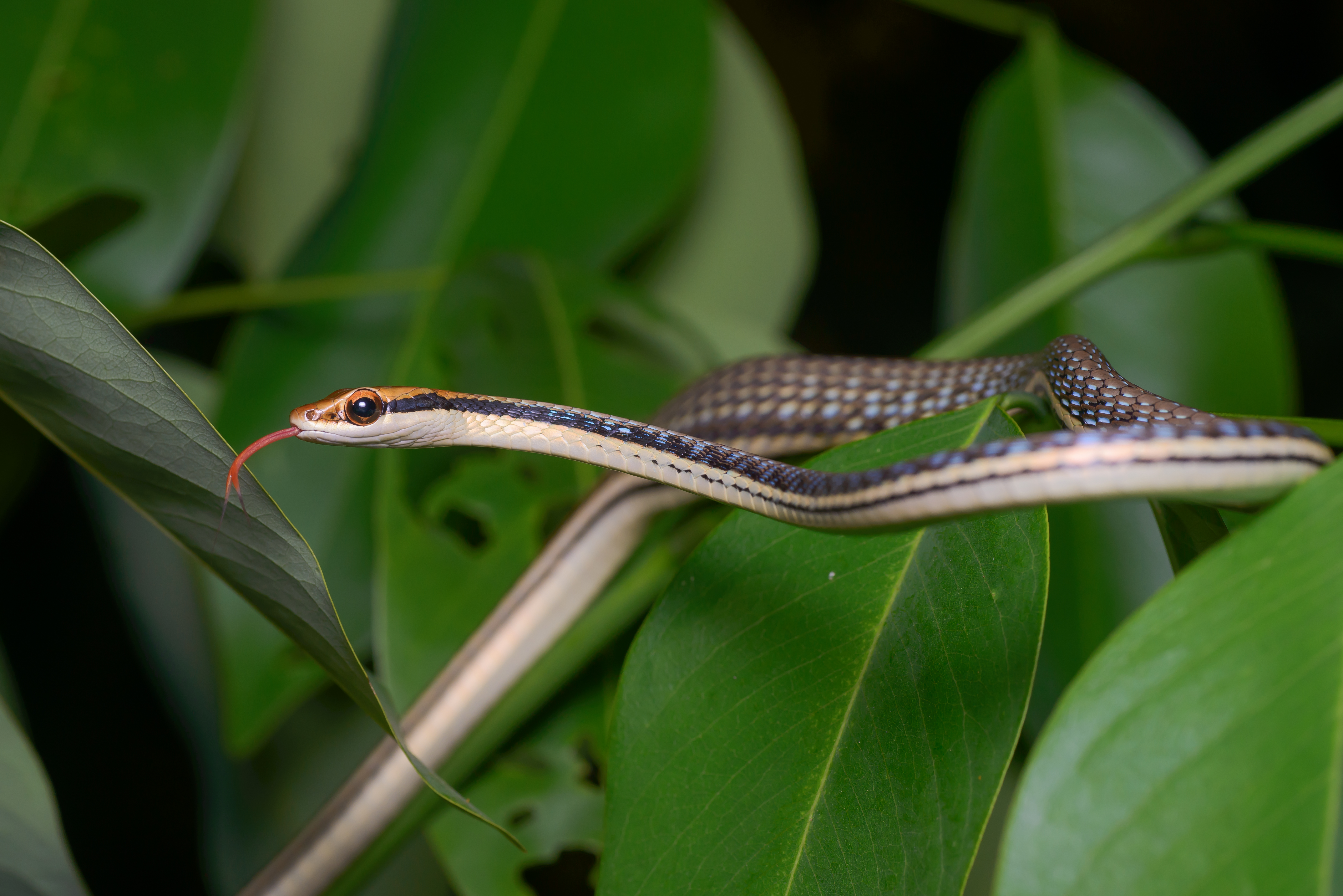
Dendrelaphis pictus

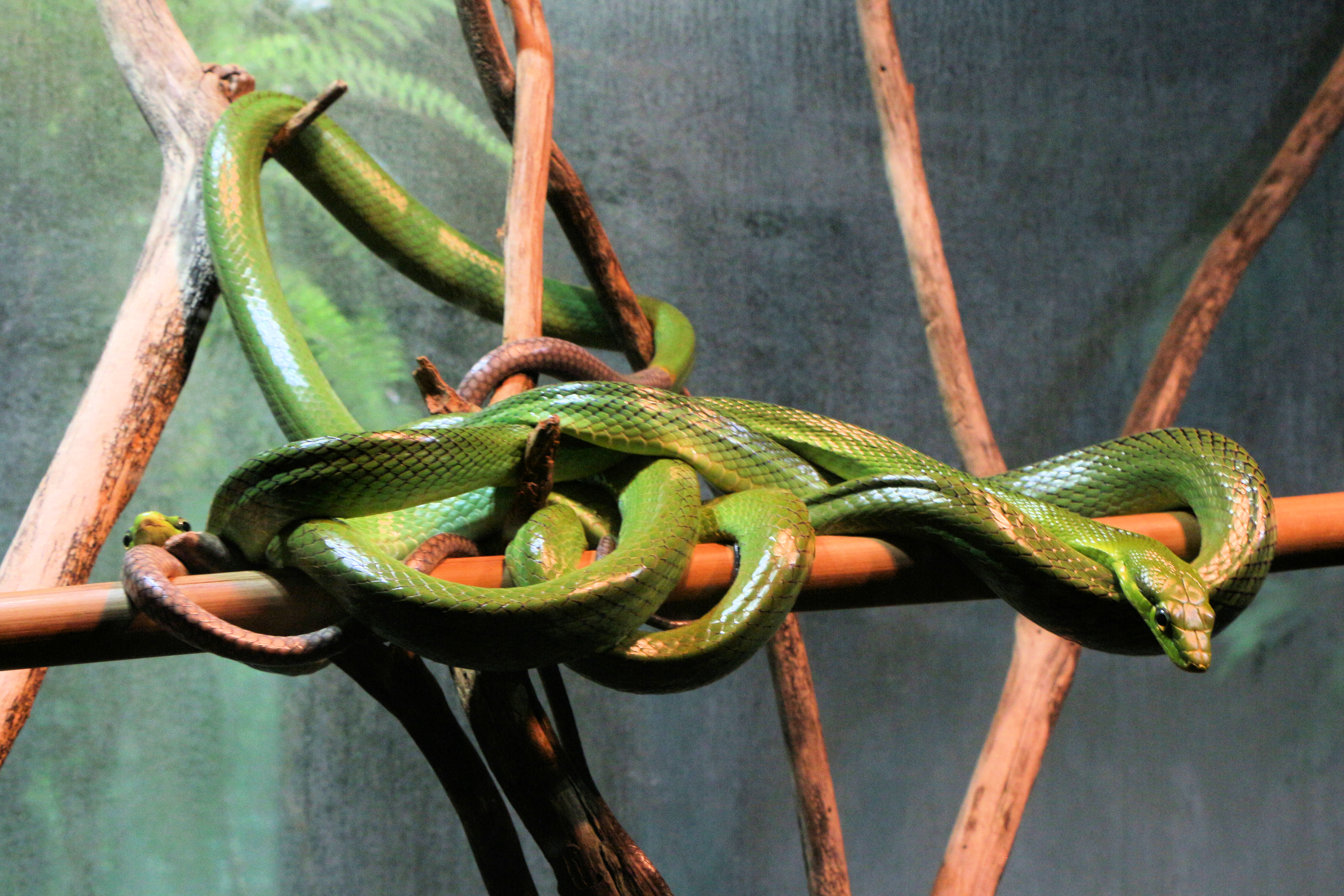
Dendrelaphis punctulatus

Het geslacht omvat de volgende soorten, met de auteur en het verspreidingsgebied.
| Naam                         | Auteur                            | Verspreidingsgebied |
| ---------------------------- | --------------------------------- | --- |
| Dendrelaphis andamanensis    | Anderson, 1871                    | India |
| Dendrelaphis ashoki          | Vogel & Van Rooijen, 2011         | India |
| Dendrelaphis bifrenalis      | Boulenger, 1890                   | Sri Lanka |
| Dendrelaphis biloreatus      | Wall, 1908                        | India, Myanmar, China, mogelijk in Vietnam                                                                                  |
| Dendrelaphis calligaster     | Günther, 1867                     | Indonesië, Salomonseilanden, Papoea-Nieuw-Guinea, Australië                                                                 |
| Dendrelaphis caudolineatus   | Gray, 1834                        | Maleisië, Thailand, Indonesië, Singapore                                                                                    |
| Dendrelaphis caudolineolatus | Günther, 1869                     | India, Sri Lanka |
| Dendrelaphis chairecacos     | Boie, 1827                        | India |
| Dendrelaphis cyanochloris    | Wall, 1921                        | India, Bangladesh, Bhutan, Myanmar, Thailand, Singapore, Maleisië                                                           |
| Dendrelaphis flavescens      | Gaulke, 1994                      | Filipijnen |
| Dendrelaphis formosus        | Boie, 1827                        | Indonesië, Brunei, Maleisië, Singapore, Thailand                                                                            |
| Dendrelaphis fuliginosus     | Griffin, 1909                     | Filipijnen |
| Dendrelaphis gastrostictus   | Boulenger, 1894                   | Papoea-Nieuw-Guinea, Indonesië                                                                                              |
| Dendrelaphis girii           | Vogel & Van Rooijen, 2011         | India |
| Dendrelaphis grandoculis     | Boulenger, 1890                   | India |
| Dendrelaphis grismeri        | Vogel & Van Rooijen, 2008         | Indonesië |
| Dendrelaphis haasi           | Van Rooijen & Vogel, 2008         | Indonesië, Maleisië, Singapore                                                                                              |
| Dendrelaphis hollinrakei     | Lazell, 2002                      | China |
| Dendrelaphis humayuni        | Tiwari & Biswas, 1973             | India |
| Dendrelaphis inornatus       | Boulenger, 1897                   | Indonesië, Oost-Timor |
| Dendrelaphis keiensis        | Mertens, 1926                     | Indonesië |
| Dendrelaphis kopsteini       | Vogel & van Rooijen, 2007         | Thailand, Maleisië, Singapore, Indonesië                                                                                    |
| Dendrelaphis levitoni        | van Rooijen & Vogel, 2012         | Filipijnen |
| Dendrelaphis lineolatus      | Jacquinot & Guichenot, 1853       | Nieuw-Guinea |
| Dendrelaphis lorentzii       | Lidth de Jeude, 1911              | Papoea-Nieuw-Guinea, Indonesië                                                                                              |
| Dendrelaphis luzonensis      | Leviton, 1961                     | Filipijnen |
| Dendrelaphis macrops         | Günther, 1877                     | Papoea-Nieuw-Guinea |
| Dendrelaphis marenae         | Vogel & Van Rooijen, 2008         | Filipijnen, Indonesië |
| Dendrelaphis modestus        | Boulenger, 1894                   | Indonesië |
| Dendrelaphis ngansonensis    | Bourret, 1935                     | Vietnam, Laos, Thailand, China                                                                                              |
| Dendrelaphis nigroserratus   | Vogel, van Rooijen & Hauser, 2012 | Myanmar, Thailand |
| Dendrelaphis oliveri         | Taylor, 1950                      | Sri Lanka |
| Dendrelaphis papuensis       | Boulenger, 1895                   | Papoea-Nieuw-Guinea |
| Dendrelaphis philippinensis  | Günther, 1879                     | Filipijnen |
| Dendrelaphis pictus          | Gmelin, 1789                      | India, Bhutan, Maleisië, Indonesië, Bangladesh, Brunei, Cambodja, China, Laos, Myanmar, Nepal, Singapore, Thailand, Vietnam |
| Dendrelaphis punctulatus     | Gray, 1826                        | Australië, Papoea-Nieuw-Guinea                                                                                              |
| Dendrelaphis schokari        | Kuhl, 1820                        | Sri Lanka |
| Dendrelaphis sinharajensis   | Wickramasinghe, 2016              | Sri Lanka |
| Dendrelaphis striatus        | Cohn, 1905                        | Indonesië, Maleisië, Thailand                                                                                               |
| Dendrelaphis striolatus      | Peters, 1867                      | Palau |
| Dendrelaphis subocularis     | Boulenger, 1888                   | Myanmar, Thailand, Cambodja, Vietnam, China, Indonesië                                                                      |
| Dendrelaphis terrificus      | Peters, 1872                      | Indonesië |
| Dendrelaphis tristis         | Daudin, 1803                      | Sri Lanka, India, Bangladesh, Pakistan, Nepal, Myanmar, Bhutan                                                              |
| Dendrelaphis underwoodi      | Van Rooijen & Vogel, 2008         | Indonesië |
| Dendrelaphis walli           | Vogel & Van Rooijen, 2011         | Myanmar |